# Гербачевский, Александр Фёдорович
Александр Фёдорович Гербачевский (укр. Олександр Федорович Гербачевський; 12 августа 1884 года, село Колемброды, Радинский уезд, Седлецкая губерния, Царство Польское, Российская империя — 3 октября 1979 года, Житомир, УССР, СССР) — главный врач областной больницы, город Житомир, Украинская ССР. Герой Социалистического Труда (1969).

## Биография
Родился 12 августа 1884 года в семье священника в селе Колемброды (сегодня — Радзыньский повят Люблинского воеводства, Польша). Окончил гимназию в Варшаве. С 1907 года — студент медицинского факультета Императорского университета Святого Владимира в Киеве. С 1912 года — ординатор в госпитальной хирургической клинике при медицинском факультете этого университета; проходил ординатуру под руководством Николая Волковича. В это же время работал участковым врачом в селе Хоровец Изяславского уезда Волынской губернии.
Во время Первой мировой войны проходил службу военным врачом в составе 217-го и 111-го полевых госпиталей. В 1919—1921 годах служил в Красной Армии: старший врач, заведующий хирургическим отделением Тульского лазарета и больницей оружейного завода Тульского укрепрайона.
После демобилизации с 1921 года проживал в Житомире, где работал заведующим хирургическим отделением городской больницы (1921—1923), заведующим хирургическим отделением и рентгенологической станции больницы Красного Креста (1923—1924). С ноября 1924 года — главный врач Житомирской окружной (с 1930 — городской и с 1937 года — областной) больницы. В 1928 году отправлен на двухгодичную стажировку в Германию. Руководил областной больницей на протяжении 48 лет с небольшими временными перерывами во время Великой Отечественной войны до 1972 года. По его инициативе в Житомире был открыты туберкулёзный диспансер, передвижной рентгеновский кабинет и выездная консультативная поликлиника. В это же время занимался медицинской научной деятельностью; опубликовал несколько научных сочинений по хирургии.
Во время оккупации Житомирской области с 1941 по 1943 год оказывал медицинскую помощь городскому населению и участникам партизанского движения. С декабря 1943 по май 1945 года — исполняющий обязанности заведующего областного отдела здравоохранения, позднее — главный врач областной больницы, главный хирург Житомирского облздравотдела.
В последующие годы занимался организацией диспансеризации сельского населения Житомирской области, развитием материально-технической базы, специализированных служб областной больницы. На базе больницы создал центр повышения квалификации медицинских работников Житомирской области. Указом Президиума Верховного Совета СССР от 4 февраля 1969 года «за большие заслуги в области охраны здоровья советского народа» удостоен звания Героя Социалистического Труда с вручением ордена Ленина и золотой медали «Серп и Молот».
С октября 1972 года — главный консультант Житомирской областной больницы.
Скончался в 1979 году.
Награды
- Герой Социалистического Труда
- Орден Ленина — дважды (17.09.1953; 1969)
- Орден Трудового Красного Знамени (23.01.1948)
- Орден «Знак Почёта» (11.02.1961)
- Медаль «За доблестный труд в Великой Отечественной войне 1941—1945 гг.»
- Заслуженный врач Украинской ССР

Память
- Его имя носит Житомирская областная больница
- На территории Житомирской областной больницы в 2002 году был установлен памятник Александру Гербачевскому

## Научные сочинения
- Анализ реаниматологической помощи в условиях областной больницы / А. Ф. Гербачевский [и др.]// Обезболивание и реанимация в условиях клиники и скорой помощи : материалы I съезда анестезиологов УССР. — Киев : Здоров’я, 1966. — С. 50-51.
- Бзынко В. Ф. Множественные непаразитарные кисты печени / В. Ф. Бзынко, А. Ф. Гербачевский // Научные труды врачей Житомирской области Украинской ССР. — Житомир, 1959. — С. 108—111.
- Радикальные и паллиативные повторные операции на пептических язвах, пенетрирующих в переднюю брюшную стенку / А. Ф. Гербачевский, В. Н. Красномовец // Научные труды врачей Житомирской области Украинской ССР. — Житомир : 1959. — С. 94-106.
- Профилактика хирургических заболеваний: из опыта Житомирского облздравотдела / А. Гербачевский // Медицинский работник. — 1953. — 27 окт.
- Активное выявление хирургических больных и плановое их оздоровление в Житомирской области / А. Ф. Гербачевский // Труды VIII съезда хирургов Украинской ССР, 8-13 июня 1954 г. — Киев : Госмедиздат УССР, 1955. — С. 28-32.
- Житомирская областная больница /А. Ф. Гербачевский // Тезисы докладов на семинаре слушателей международных курсов больничных администраторов Всемирной организации здравоохранения по вопросам организации медицинского обслуживания сельского населения в Житомирской области, 18-23 мая 1971 г. — Житомир, 1971. — С. 20-25.
- Комплексна медична допомога на селі : про розвиток спеціалізованої медичної допомоги на селі / О. Гербачевський // Радянська Житомирщина. — 1969. — 24 вересня.
- Костный туберкулёз и Красный Крест / А. Ф. Гербачевский // Волынский пролетарий. — 1923. — 23 нояб. — (Неделя Украинского Красного Креста).
- Оперативно-сохраняющие способы лечения гангрен конечностей после сыпного тифа / А. Ф. Гербачевский // Пульс. — 1995. — 14 груд.
- Порочная осанка и начальные формы искривления позвоночника у школьников / А. Ф. Гербачевский, С. И. Гервиц, А. М. Пестерева // Хирургия, травматология и ортопедия детского возраста : труды ІІ-й украинской научно-практической конференции хирургов детского возраста. — Киев : Здоров’я, 1965. — С. 212—213.
- Речь в прениях по докладу «Состояние и задачи хирургической помощи населению Украинской ССР» / А. Ф. Гербачевский // Труды Х съезда хирургов Украинской ССР, 2-5 июля 1962 г., г. Харьков — Киев : Госмедиздат УССР, 1964. — С. 38-39.
- Речь в прениях по докладу «Состояние и меры улучшения травматологической помощи в угольной, металлургической и горнорудной промышленности УССР» / А. Ф. Гербачевский // Труды IX съезда хирургов Украинской ССР, 26 июня-1 июля 1958 г. — Киев: Госмедиздат УССР, 1960. — С. 119.
- Речь в прениях по докладу на тему: «Организация борьбы с производственным травматизмом в машиностроительной промышленности и сельском хозяйстве» / А. Ф. Гербачевский // Труды IV съезда травматологов и ортопедов Украины, 17-19 июня 1959 г., г. Харьков. — Киев : Госмедиздат УССР, 1960. — С. 89.
- Роль районного хирурга в выявлении и лечении больных костно-суставным туберкулёзом / А. Ф. Гербачевский // Труды республиканского научного общества травматологов и ортопедов УССР. — Киев : [б. и.], 1958. — С. 121—123.
- Научные работы врачей Житомирской области : указатель лит. (1946—1978) / сост. Т. Е. Музычук, Л. В. Старикова / Житомирский обл. отдел здравоохранения, Житомирская обл. науч. мед. библиотека. — Житомир : [б. и], 1979. — 56 с. — Авт. покажч. О. Ф. Гербачевський — 73, 377, 378, 378, 580, 589, 590, 591, 592, 593, 594, 662.